# Sanlúcar la Mayor
Sanlúcar la Mayor este un municipiu în provincia Sevilia, Andaluzia, Spania cu o populație de 11.199 locuitori.

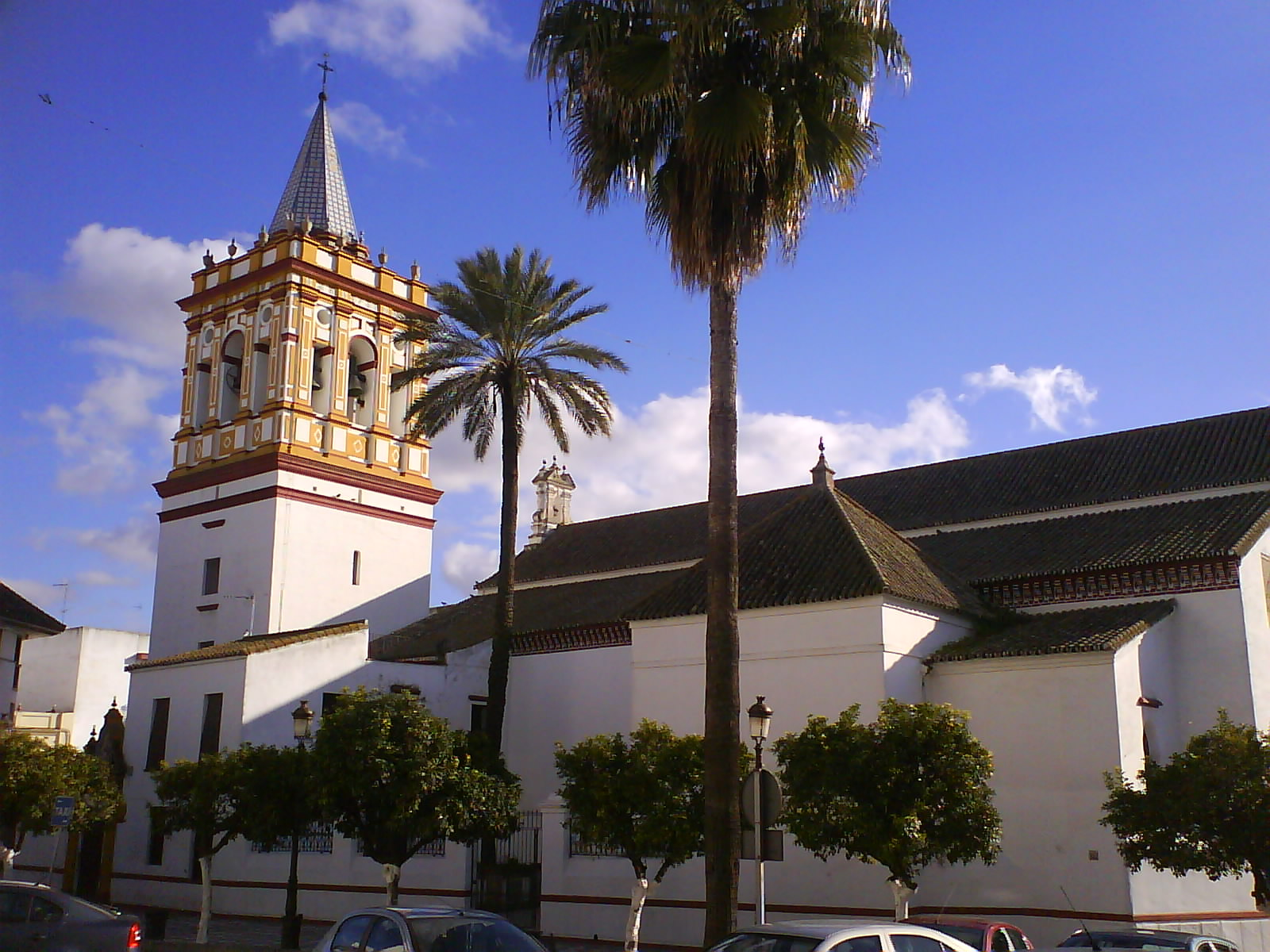
Sanlúcar la Mayor

1. ↑  Nomenclátor Geográfico de Municipios y Entidades de Población (20240402 edition)